# Pregunta-ho al vent
 Pregunta-ho al vent  (original: Ask the Dust) és una pel·lícula de 2006 basada en la novel·la Ask the Dust de John Fante. La pel·lícula va ser escrita i dirigida per Robert Towne. Tom Cruise (amb Paula Wagner i Cruise/Wagner Productions) va servir com un dels productors de la pel·lícula. La pel·lícula va ser estrenada de forma limitada el 17 de març de 2006. Va ser filmada majoritàriament a Sud-àfrica. Ha estat doblada al català.

## Argument
Camilla, una cambrera mexicana, espera casar-se amb un ric nord-americà. Això es complica en conèixer Arturo Bandini, un italo-estatunidenc que vol fer una carrera d'escriptor.

## Al voltant de la pel·lícula
Els drets de la novel·la pertanyien a Mel Brooks, encara que els va deixar passar sense efecte. Towne va conèixer Fante el 1970. Aquesta trobada el va dur a interessar-se en el projecte. Malgrat acabar el guió el 1990, no va poder trobar suport financer d'un estudi. Durant aquest temps el paper de Farrel havia de ser per a Johnny Depp però ell el va abandonar. Un altre retard va ser que Hayek inicialment va rebutjar el paper per evitar ser encasellada com una immigrant mexicana. Va acceptar el paper vuit anys més tard.

## Rebuda
La pel·lícula va rebre crítiques negatives i mixtes dels crítics. ‘‘ Rotten Tomatoes ‘‘ va reportar que el 37% dels crítics van donar a la pel·lícula crítiques positives, basat en 100 comentaris. Metacritic, va informar que la pel·lícula tenia una puntuació mitjana de 58 sobre 100, basat en 33 comentaris.

## Repartiment
- Colin Farrell: Arturo Bandini
- Salma Hayek: Camilla Lopez
- Donald Sutherland: Hellfrick
- Eileen Atkins: Mrs. Hargraves
- Idina Menzel: Vera Rivkin
- Justin Kirk: Sammy
- Dion Basco: Patricio
- Jeremy Crutchley: Solomon
- William Mapother: Bill
- Tamara Craig Thomas: Sally